# セイロン島
セイロン島（セイロンとう、Ceylon [sɪˈlɒn, seɪˈlɑn]）は、インド洋に浮かぶ島の一つ。現在はスリランカの呼称を使う場合もある。

## 概要

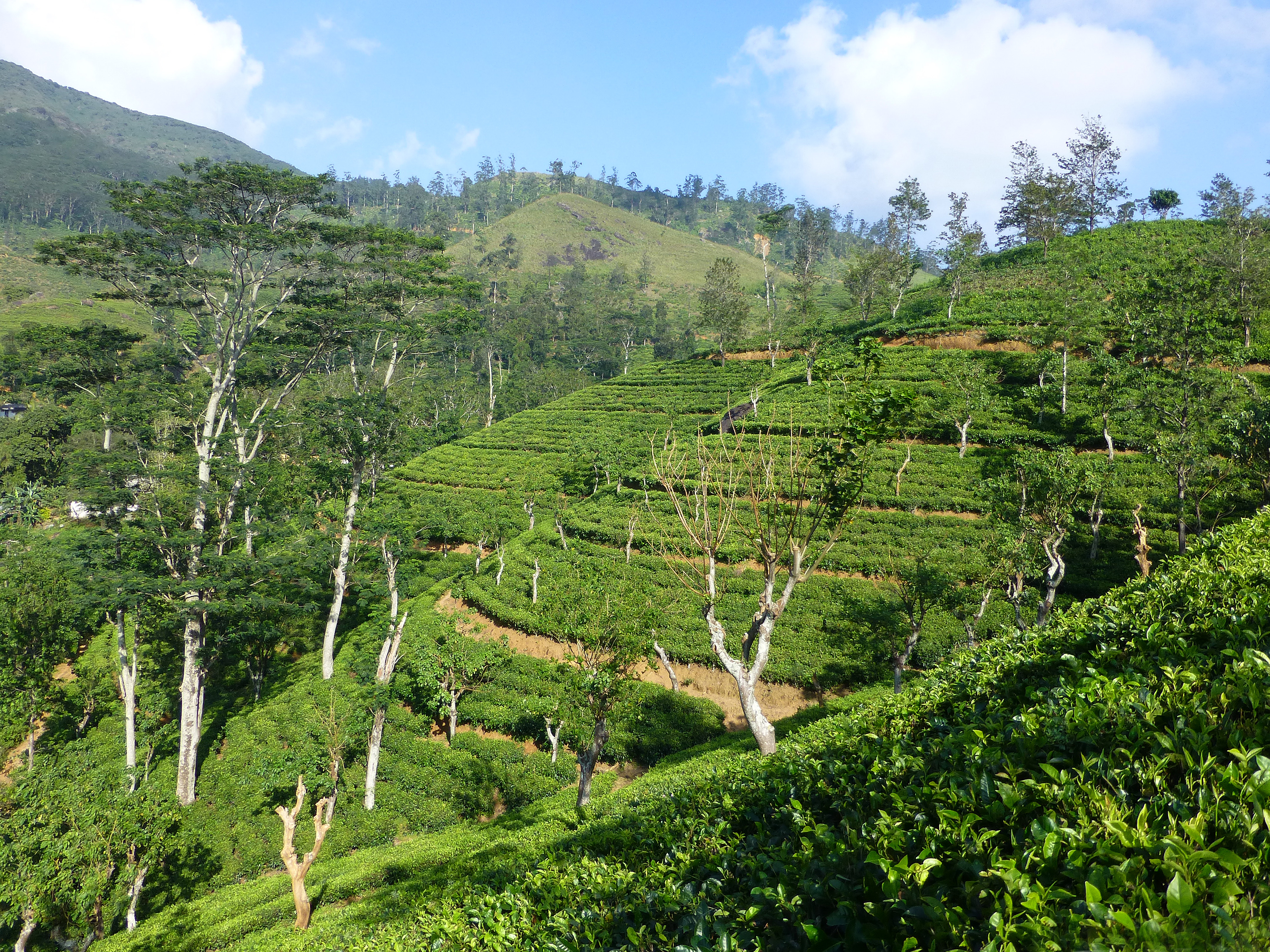
茶のプランテーションが広がる内陸の山岳地

全島がスリランカ民主社会主義共和国の領土となっている。面積は約6万5千km2で、世界で25番目に大きな島である。赤道に近いことから熱帯雨林気候が多くを占めるが、内陸の山間部には冷涼な地域も存在する。
19世紀のイギリス統治下で、プランテーション作物として導入された茶の栽培は、気候と土壌に恵まれて高品質を維持して親しまれており、現在でも、セイロン島で採れる茶で作った紅茶のことをセイロンティーと言い、登録商標になっている。また、今はほとんど使われていないが、トルマリン（電気石）のことをセイロン石と呼ぶこともある。これはトルマリンの語源が turamali （セイロン産の宝石。本来はジルコンを指す）に由来するためである。

## 名称

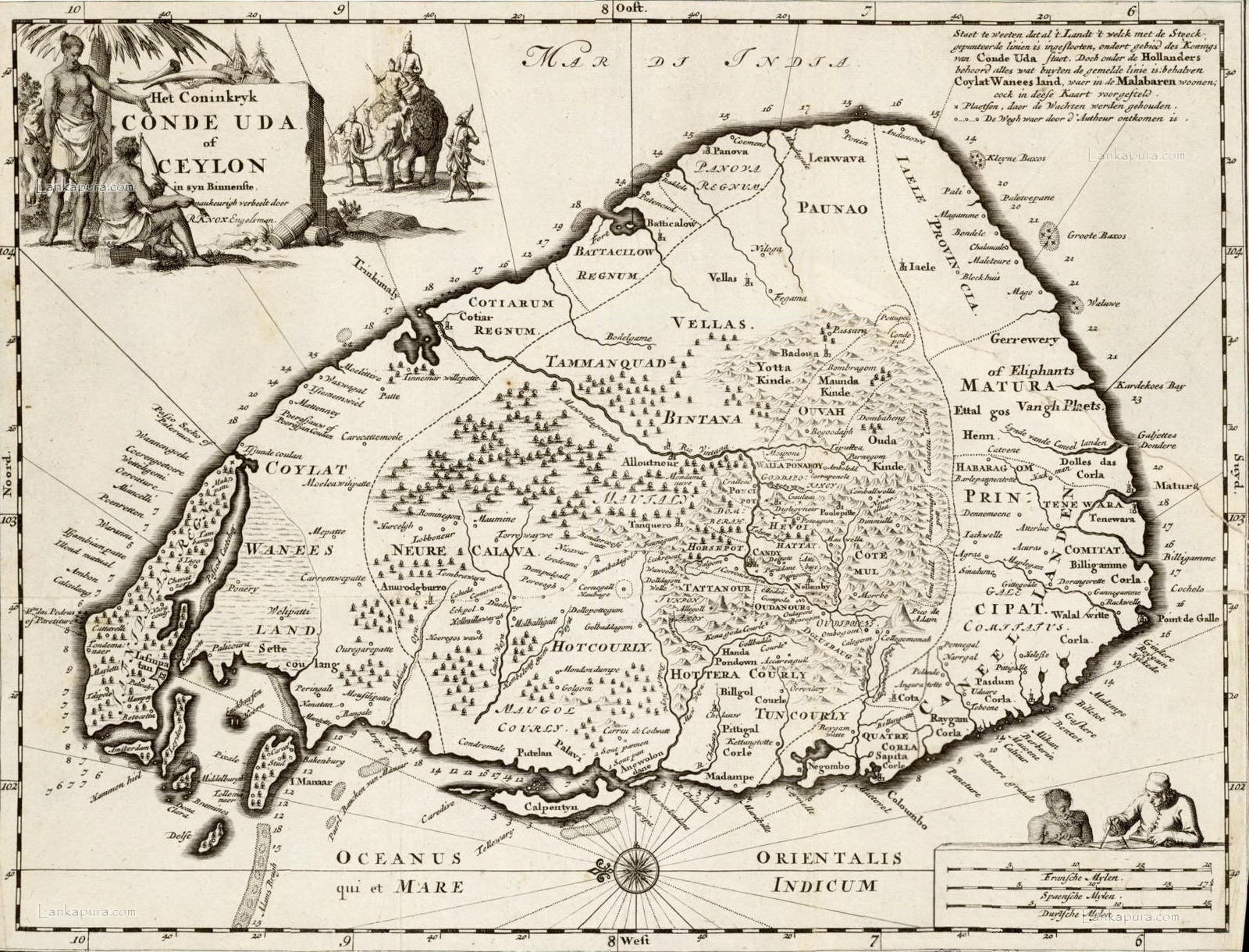
1692年の地図。セイロン (Ceylon) の名称が記されている

セイロンの名称の由来は、紀元前5世紀に最初の王朝の初代の王になったとされるウィジャヤが、シンハ（サンスクリット語 simha 。パーリ語はシーハ siha）、つまりライオン（獅子）と人間との間に生まれた親の子供であったことから、子孫をシンハラ、ライオン（獅子）の子孫といい、島の名をシンハ・ディーパ、ライオンの島（法顕の『仏国記』では師子島）と呼んだことに因む。
インド洋で交易に従事したアラブ人商人は、この島の名を訛ってセレンディープ (Serendip) とし、16世紀に来島したポルトガル人はセイラーン (Ceilão)、イギリス人がセイロンと呼ぶようになった。
セイロン島は1948年にイギリスの自治領として独立するが、その際の国名としてはセイロンが用いられた。しかし、その後は多数派民族シンハラ人のナショナリズムの興隆もあり、他称であり植民地時代の印象を残すセイロンから、1972年にシンハラ人の自称であるスリランカへと変更されている。現在は島自体についてもスリランカの呼称が用いられる場合もある。
スリはシンハラ語で、「聖なる」「光輝く」という意味である。一方ランカは、インドにおいて古くからこの地をランカー島と呼んできたことに因んでおり、『ラーマーヤナ』に登場するラークシャサ（羅刹）の王のラーヴァナの根拠地とされるランカー島をも指すと考えられてきた。

## 地理
セイロン島はインド亜大陸の南、インド洋のベンガル湾の南西、アラビア海の南東に位置する。インド亜大陸との間は、マンナール湾とポーク海峡により隔てられており、両海域の間にはアダムスブリッジと呼ばれる陸橋が存在している。島の中央から南部にかけて山岳・高原地帯が広がり、北部から東部にかけては平坦な土地が広がっている。
面積は65,610 km2で、アジアで近いサイズの島と比較すると、日本の九州の1.7倍、北海道の0.8倍の広さとなる。最北端のジャフナ半島から南のドンドゥラ岬まで、直線で約450km。

### 気候

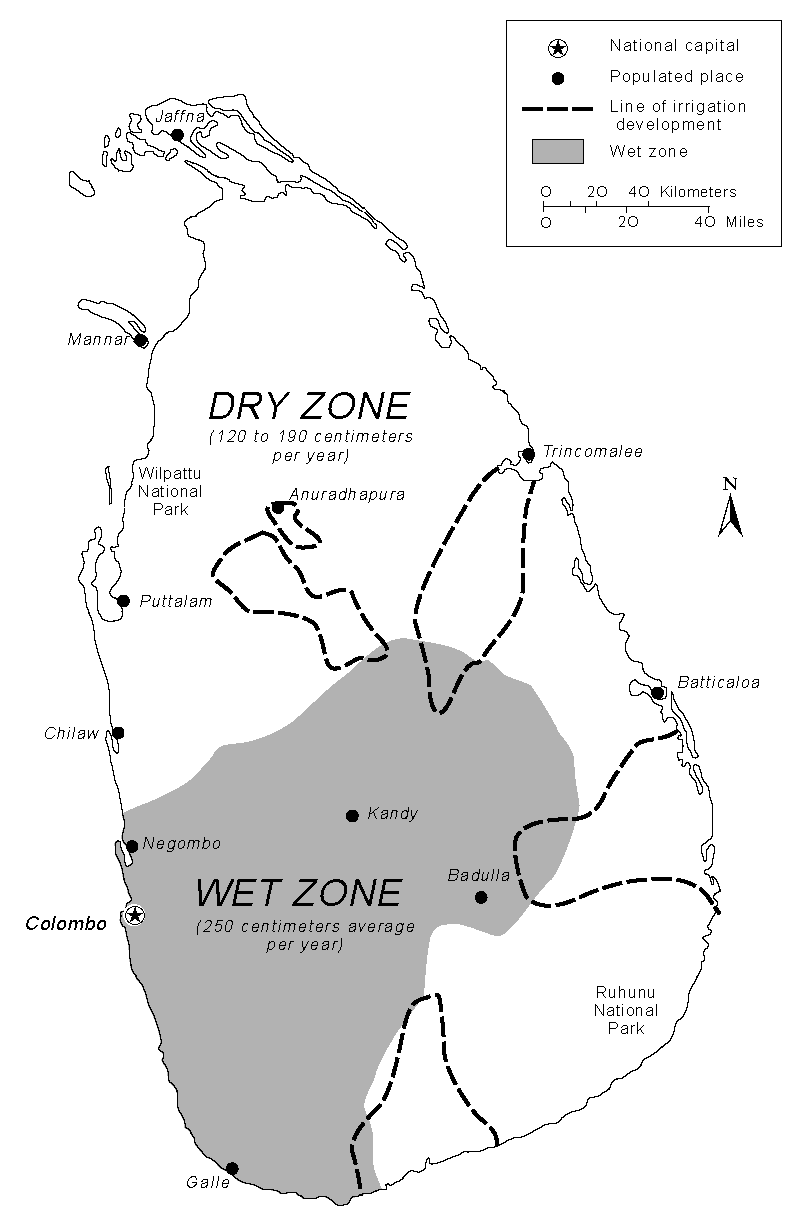
乾燥地帯 (dry zone) と湿潤地帯 (wet zone)

気温は年間を通じて2~3℃程度しか変化しないが、地形による気候の差が激しい。セイロン島には雨季と乾季があり、年二回の季節風である南西モンスーンと北東モンスーンにより大量の降水がもたらされる。セイロン島の気候は北東モンスーンの時期のみに雨季が訪れる乾燥地帯 (dry zone) と、北東・南西の双方の時期に雨季が訪れる湿潤地帯 (wet zone) の2つに大別される。島の南西部が湿潤地帯、北部・東部・南東部が乾燥地帯である。
熱帯雨林気候となる南西海岸などでは年間の平均気温は27℃程度だが、中央高地の山岳地帯では、冷涼な西岸海洋性気候のもと、平均気温も15~16℃程度となる。

### 地形

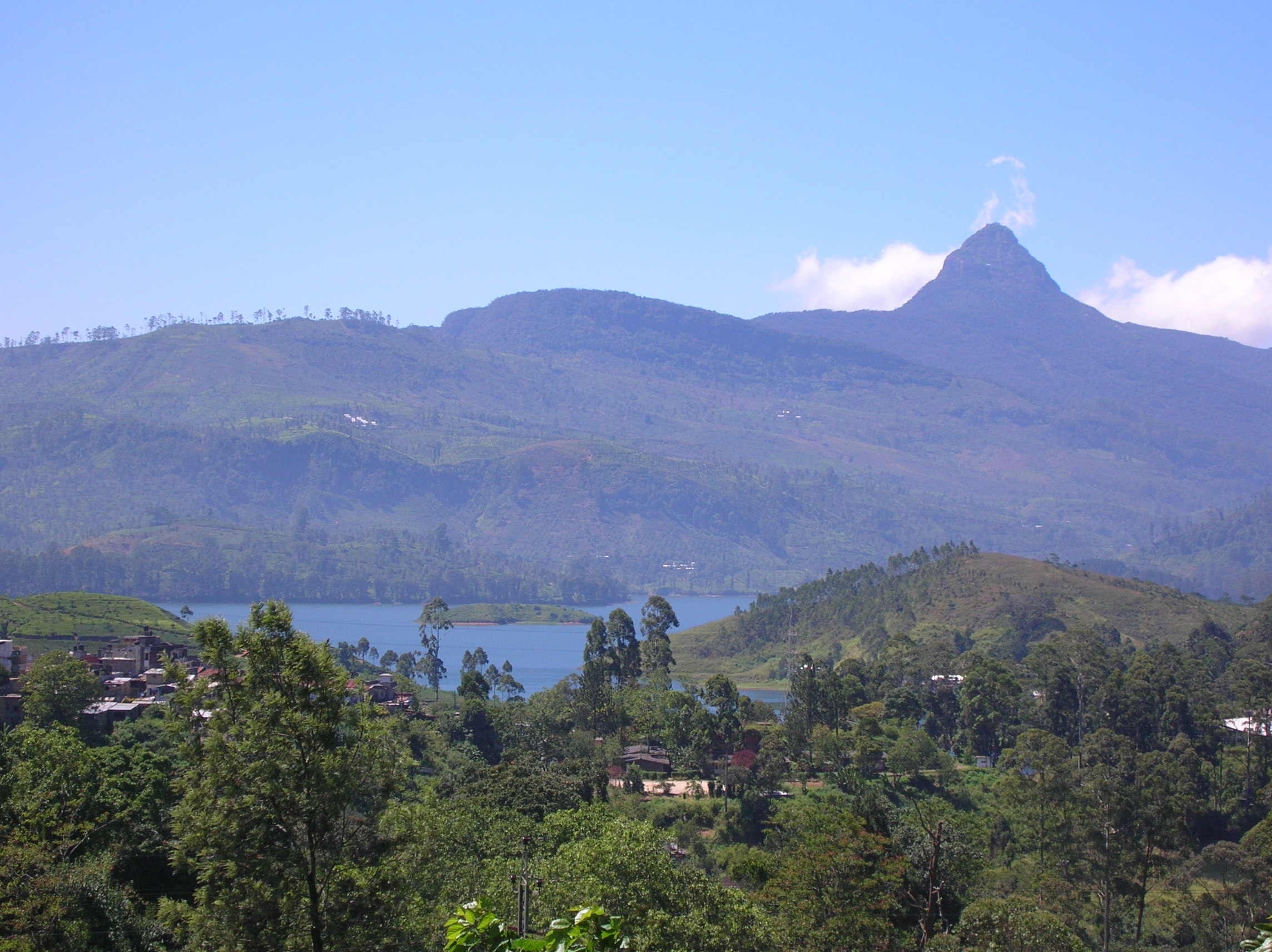
アダムスピークと中央高地

島の南寄りの中央部は、標高2000m級の山岳地帯であり、セイロン島最高峰のピドゥルタラーガラ山（標高2524m）は、ここに位置している。また最長の川マハウェリ川（全長331km）も、このあたりを水源とする。中央部から島の北側に行くにつれて土地は少しずつ低くなり、ダンブッラやシーギリヤあたりになると、ほとんど平野となる。
山岳
- ピドゥルタラーガラ山 - セイロン島の最高峰
- アダムスピーク

河川
- マハウェリ川 - セイロン島で最長の川。流域面積も最大。
- マルワトゥ川 - セイロン島で2番目に長い川
- ケラニ川 - スリランカの最大都市コロンボを流れる川

湾・海峡
- マンナール湾
- ポーク海峡

島嶼
- マンナール島
- アダムスブリッジ
- ピジョン島 - 国立海洋公園

半島
- ジャフナ半島

森林
- シンハラジャ森林 - 生物圏保護区・世界遺産

## 動植物

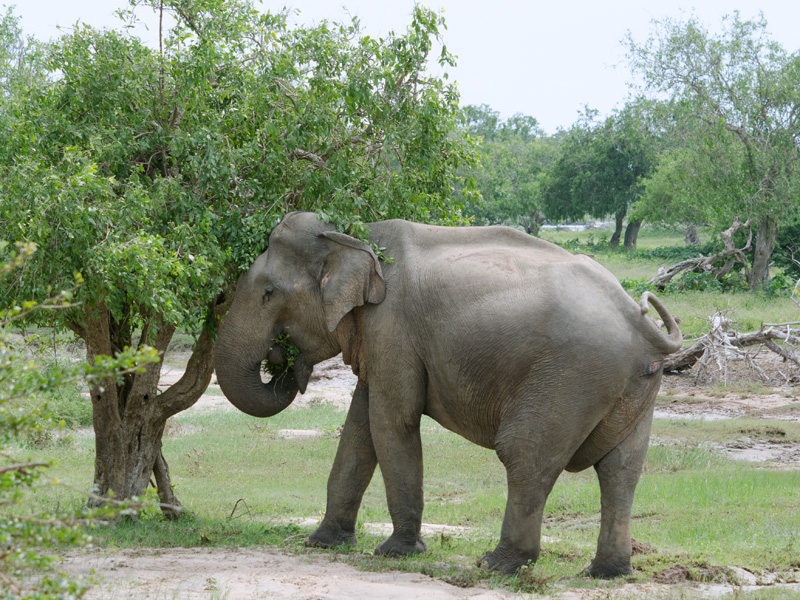
セイロンゾウ（ヤーラ国立公園）

スリランカにおいてゾウは「国の宝」として神聖な存在とされている。近年、開発により生息域が減少し、食料を求めたゾウの群れがゴミ処理場でゴミをあさり、健康に異常をきたす個体が増えていることが問題となっており、死んだゾウの胃から多量のプラスチックゴミが見つかる事態も多発。こうした状況を受けスリランカでは、2023年6月から使い捨てプラスチック製品の製造および販売が禁止された。
固有種
- セイロンゾウ
- シンハラ・ハウンド
- スリランカヒョウ
- セイロンサンジャク
- キングココナッツ

## 行政

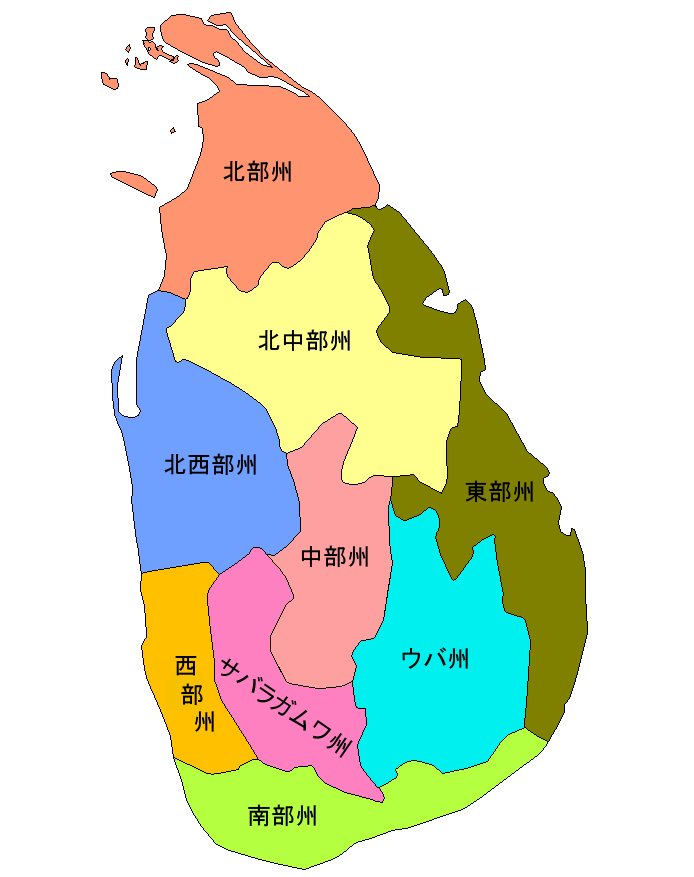
スリランカの州

全島がスリランカ民主社会主義共和国の領土となっている。スリランカの行政上、島内は9つの州に分割されており、首都スリジャヤワルダナプラコッテと最大都市コロンボは、ともに島の南西海岸沿いの西部州に位置している。
島内の多くの地域においてスリランカの最大民族であるシンハラ人が多数派を占めるが、東海岸沿いの東部州とジャフナ半島を中心とする北部州においては、少数派民族のタミル人が多数派を占めている。

## 経済
人口の4分の1にあたる約580万人が、最大都市コロンボのある西部州に居住しており、コロンボが経済の中心地となっている。島内には通常の道路網に加え、高速道路や鉄道が整備されているが、いずれの交通網もコロンボを起点に放射状に整備されている。
農業においては、稲作を中心にココナッツやゴム、サトウキビ、それに茶の栽培が活発に行われている。中でも中央高地の冷涼な気候を生かした紅茶は、2012年現在世界第4位の生産量を誇り、セイロンティーとして名産となっている。